# Colorados flagga
Colorados flagga designades av Andrew Carlisle Johnson 1911 och senare samma år antogs den officiellt.  Färgerna på flaggan representerar olika saker; den vita färgen representerar snötäckta berg, den gula färgen står för solsken, den blå färgen står för himlen och den röda färgen står för färgen av vissa jordarter i Colorado. C:et står för namnet Colorado. Från början var de exakta blå och röda färgerna inte specificerade vilket ledde till en mindre kontrovers. Detta ändrades 28 februari 1929 då det slogs fast att färgerna skulle vara samma som de i USA:s flagga. 1964 antogs den senaste versionen av flaggan.
År 2001 en undersökning genomfördes av nordamerikanska vexillologiska föreningen placerades Colorados flagga 16:e i design av de 72 kanadensiska provinserna, Amerikanska delstater och amerikanska territoriella flaggor rankades.